# Éva Thomas
Pour les articles homonymes, voir Thomas (nom de famille).
Éva Thomas, née en 1942 dans l'Orne, est une défenseure des droits des femmes et des enfants. Elle est la première personne victime d'inceste à témoigner en France à visage découvert. Son témoignage bouleverse l'opinion publique.

## Biographie
Éva Thomas est née dans l'Orne. Sa mère et sa grand-mère sont couturières. Éva Thomas veut devenir institutrice. Elle entre dans une pension religieuse pour pouvoir s'instruire. Elle sera institutrice, rééducatrice et psychopédagogue. 
Éva Thomas publie en 1986, Le viol du silence. Il s'agit du récit dans lequel elle raconte l'inceste qu'elle a subi à l'âge de 15 ans et le traumatisme qui s'est ensuivi. Le 2 septembre 1986, à l'occasion de la sortie de son livre, elle est invitée sur le plateau des Dossiers de l'écran. Le sujet abordé dans l'émission est l'inceste. Trois femmes victimes témoignent sur le plateau. Deux d'entre elles sont filmées de dos. Éva Thomas témoigne elle, à visage découvert. Son témoignage crée les conditions d'un débat public sur l'inceste et la pédocriminalité. D'autres témoignages de femmes ont suivi. Le témoignage d'Éva Thomas et son livre ont été un déclencheur d'autres témoignages. Et de remettre en cause la tentative de 1977 de dépénaliser les rapports avec des adolescents soi-disant consentants. De fait en 1974 la majorité est abaissée de 21 à 18 ans, les rapports entre 18 et 21 ans sont dépénalisés. De plus le mariage et les relations qu'il induit sont à l'époque possibles dès 16 ans, et dès 12 ans dans les pays communistes qui inspirent une partie de la gauche dite révolutionnaire, anarchiste ou libertaire.
En 1985, Éva Thomas fonde l'association SOS inceste à Grenoble. L'association tient une permanence téléphonique et se bat pour faire changer la loi et inscrire le non consentement d'une personne de moins de 15 ans.
En 1991, elle fait changer son prénom, et son nom de plume Éva Thomas devient son identité civile.
En 1992, Éva Thomas publie un ouvrage de référence, Le sang des mots, réédité en 2004, Le sang des mots. Les victimes, l'inceste et la loi.
Elle est membre de la Commission indépendante sur l’inceste et les violences sexuelles faites aux enfants depuis sa création en mars 2021.

## Distinctions
- Officière de la Légion d'honneur (2021)[11], chevalière en 2002.

## Publications
- Le Viol du silence, Paris, Aubier-Montaigne, septembre 1986, 230 p. (ISBN 9782700726190)
- Le sang des mots, Paris, Mentha, avril 1992, 300 p. (ISBN 9782742500253)
- Le sang des mots. Les victimes, l'inceste et la loi, Paris, Desclée de Brouwer, janvier 2004, 352 p. (ISBN 9782220054537)

## Prises de position concernant l'inceste
Dans son ouvrage Le sang des mots, Éva Thomas souligne des facteurs qui contribuent à l'impunité des coupables d'inceste, et qui retardent ou empêchent la reconstruction des victimes. Elle estime que la théorie du complexe d'Œdipe, qu'elle qualifie de « mythologie freudienne », conduit à un harcèlement des victimes d'inceste, qui sont systématiquement soupçonnées d'avoir été complices de l'inceste paternel. Elle souligne l'importance des travaux de Sándor Ferenczi en la matière, et le fait que Sigmund Freud ait au contraire renoncé à toute perspective de soin des victimes d'inceste : 

« Tandis qu'on s'extasie encore sur le courage de Freud, qui a osé théoriser sur la sexualité infantile à cette époque, je pense que le vrai courage était celui de Ferenczi qui, en 1932, à un congrès de psychanalyse, osa dénoncer les viols incestueux dans les bons milieux et l'hypocrisie professionnelle de ses collègues »

— Le sang des mots